# افسر رابط

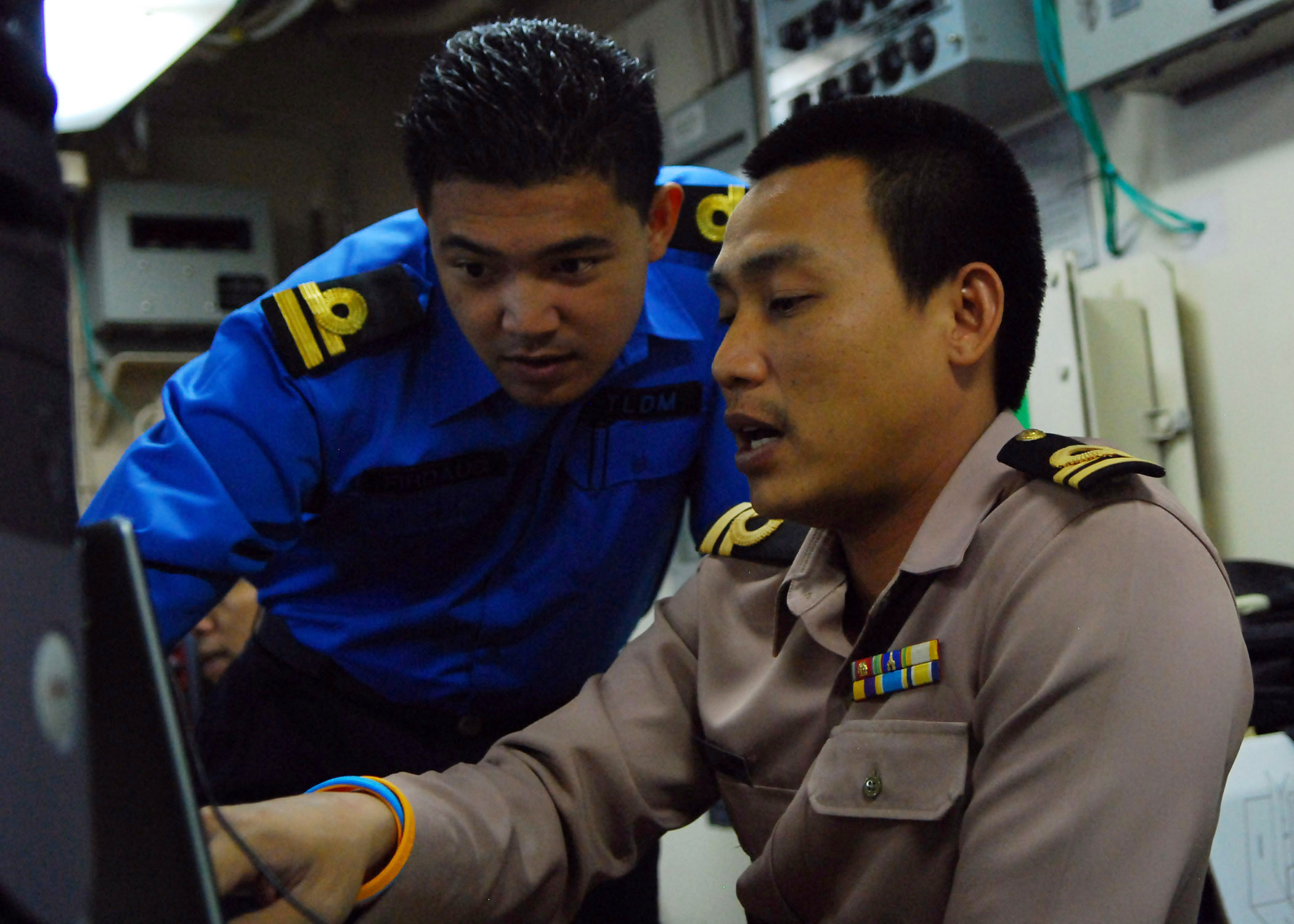
افسران رابط نیروی دریایی مالزی و تایلند

افسر رابط (انگلیسی: Liaison officer) از پیشه‌های نظامی است و به شخصی گفته می‌شود که بین دو یا چند سازمان نظامی برای برقراری ارتباط و هماهنگی فعالیت‌های آنها در مورد یک موضوع مورد علاقه متقابل، ارتباط برقرار می‌کند. به طور کلی، از افسران رابط برای دستیابی به بهترین استفاده از منابع یا به کارگیری خدمات یک سازمان توسط سازمان دیگر استفاده می‌شود. افسران رابط اغلب تخصص فنی یا موضوعی سازمان مادر خود را ارائه می‌دهند. معمولاً یک سازمان، یک افسر رابط را در سازمان دیگری مستقر یا به آن متصل می‌کند تا هماهنگی رو در رو را فراهم کند.
در نیروهای مسلح، افسران رابط ممکن است فعالیت‌هایی را برای محافظت از واحدها در برابر خسارات جانبی هماهنگ کنند. آنها همچنین برای دستیابی به درک متقابل یا وحدت بین گروه‌های مختلف تلاش می‌کنند. برای مدیریت حوادث یا بلایا، افسران رابط به عنوان رابط اصلی برای سازمان‌هایی که به موقعیت پاسخ می‌دهند، عمل می‌کنند.